# 西田佐知子歌謡大全集
『西田佐知子歌謡大全集』（にしださちこ かようだいぜんしゅう）は、西田佐知子の5枚組ベストアルバム（CD-BOX）。2007年3月28日発売。発売元はユニバーサルミュージック。規格品番：UPCY-9096/100。

## 解説
主に1960年代に歌手活動をした西田佐知子の代表曲や、初めてCD化されるレア楽曲まで、幅広く収録された5枚組のベスト・アルバム。全111曲に、音声が録音された特別音源付。
各ディスクの収録内容は以下の通り。
- ディスク1からディスク3は“シングル・コレクション”と題し、シングルレコード曲が発売順に収録されている。ただし、全シングルが収録されたコンプリート・シングルズの類ではない。
- ディスク4は、他アーティストのカヴァーを中心としたレコーディング音源が収録されている。「長崎は今日も雨だった」（原曲歌唱は内山田洋とクール・ファイブ）のようなムード歌謡調から、「ゆうべの秘密」（原曲歌唱は小川知子）のような歌謡曲まで、幅広く取り上げている。
- ディスク5は、異国情緒漂う外国のポップスが収録されている。スタンダード・ナンバーの「コーヒールンバ」収録。ボーナス・トラックとして、1967年10月に発売されたアルバム『たそがれの恋 西田佐知子ヒット・アルバム』に封入された、レコード総売上1000万枚突破記念フォノシート「西田佐知子とともに」の音声トークを復刻している。内容は、西田佐知子・前田武彦・水木かおる・藤原秀行4氏の放談で、西田の話し声を聴くことができる。

CDレーベルは、アナログ・レコードをイメージしている。プラスティック製のスリムCDケースは5枚それぞれ単独で、異なるカラー・フォトグラフをジャケットに使用。歌詞は、CDケースサイズの1冊のブックレットにまとまっており、主にレコードEP盤に封入されていた歌詞シート部分をそのまま転記している（一部、ジャケット写真もあり）。また、ブックレット巻頭には数ページにわたってカラー・レコードジャケット写真が掲載され、前田武彦からの寄稿文、及び巻末には音楽ライターによる解説付き。これらCD5枚と歌詞掲載ブックレットが、紙製三方背ボックスに収められている。
1971年に関口宏と結婚後、公の芸能活動は時折懐メロ番組やCMに出演する程度だったが、レコード歌手としての活動は1982年頃まで続いた。その1971年から1982年までの間にリリースされた音源もディスク3に数曲が収録されているが、現時点でのラスト・シングルである「テレビを見ている女」は未収録。

## 収録曲

### Disc 1
1. 夜が切ない　
  - 作詞: 志津恵美子・水木かおる、作曲・編曲: 藤原秀行
  - 日本グラモフォン（旧：ポリドール、現：ユニバーサルミュージック）からの第1弾。
2. 一対一のブルース　
  - 作詞: 梅本たかし、作曲: 望月弘、編曲: 藤原秀行
  - 1962年発表の再吹き込みヴァージョンもある。
3. いとはんの故郷　
  - 作詞: 宇坪朱夫、作曲・編曲: 大森盛太郎
4. アカシアの雨がやむとき　
  - 作詞: 水木かおる、作曲・編曲: 藤原秀行
  - 第13回 & 第20回NHK紅白歌合戦歌唱曲
  - 西田佐知子の代表曲のひとつ。1960年代初頭の世相（安保闘争）を反映する楽曲と云われる。
5. ピンクレディ　
  - 作詞: 薩摩龍、作曲・編曲: 大森盛太郎
  - 日活映画『海から来た流れ者』挿入歌
6. 星が泪を流してる　
  - 作詞: 水木かおる、作曲・編曲: 牧野昭一
7. 淋しい女猫　
  - 作詞: 水木かおる、作曲・編曲: 藤原秀行
8. あと五分だけ　
  - 作詞: 水木かおる、作曲・編曲: 藤原秀行
  - このシングル盤まで、レコード・ジャケットの歌手名義が "西田佐智子" になっている。
9. 死ぬまで一緒に　
  - 作詞: 水木かおる、作曲・編曲: 藤原秀行
10. 泪がいっぱい　
  - 作詞: 水木かおる、作曲・編曲: 江口夜詩
11. 灯りを消して　
  - 作詞: 水木かおる、作曲・編曲: 藤原秀行
12. 昼は太陽　
  - 作詞: 水木かおる、作曲・編曲: 藤原秀行
13. ほほえみ　
  - 作詞: 水木かおる、作曲・編曲: 水時冨二男
14. ラキ・ラキ　
  - 作詞: 奥村芳夫・水木かおる、作曲・編曲: 藤原秀行
15. 愛の悲しみ　
  - 作詞: 水木かおる、作曲・編曲: 水時冨二男
16. 刑事物語　
  - 作詞: 蟻川茂男、作曲・編曲: 山下毅雄
  - TBSテレビドラマ『刑事物語』主題歌
17. モン・プチ　
  - 作詞: 薩摩龍、作曲・編曲: 大森盛太郎
  - 松竹映画『秀才はんと鈍才どん』挿入歌
18. 信じていればこそ　
  - 作詞: 若山かほる、作曲・編曲: 中島安敏
19. 恋のお初天神　
  - 作詞: 安永光男、作曲: 下村耕史、編曲: 川上義彦
20. 私は泣きたいの　
  - 作詞: 若山かほる、作曲・編曲: 中島安敏
21. 恋に二日酔　
  - 作詞: 若山かほる、作曲・編曲: 中島安敏
22. ポプラ並木に星はまたゝく　
  - 作詞: 水木かおる、作曲: 藤原秀行、編曲: 川上義彦
23. 悲しみの夜は明けて　
  - 作詞: 若山かほる、作曲・編曲: 中島安敏

### Disc 2
1. エリカの花散るとき　
  - 作詞: 水木かおる、作曲・編曲: 藤原秀行
  - 第14回NHK紅白歌合戦 歌唱曲
  - 元々はシングル盤のB面曲だった曲（A面は「浜辺と私」）。
2. 夕日は沈まない　
  - 作詞: 水木かおる、作曲・編曲: 藤原秀行
3. 故郷のように　
  - 作詞: 永六輔、作曲・編曲: 中村八大
  - NHK『夢であいましょう』より
4. あの人はいま　
  - 作詞: 水木かおる、作曲・編曲: 藤原秀行
5. 星に希いをかけるとき　
  - 作詞・作曲: 鈴木道明、編曲: 前田憲男
6. 死んでもいい　
  - 作詞: 水木かおる、作曲・編曲: 藤原秀行
7. 恋なんてしたくない　
  - 作詞: 真神啓、作曲: 藤原秀行、編曲: 川上義彦
8. 東京ブルース　
  - 作詞: 水木かおる、作曲・編曲: 藤原秀行
  - 第15回NHK紅白歌合戦 歌唱曲
  - 1964年東京オリンピック開催年にリリースされたヒット・ナンバー。
9. こいさんのブルース　
  - 作詞: 水木かおる、作曲: 藤原秀行、編曲: 川上義彦
10. 東京賛歌　
  - 作詞: 水木かおる、作曲: 藤原秀行、編曲: 川上義彦
11. ある雨の朝…　
  - 作詞: 水木かおる、作曲・編曲: 藤原秀行
12. 博多ブルース　
  - 作詞: 水木かおる、作曲・編曲: 藤原秀行
13. メリケン・ブルース　
  - 作詞: 水木かおる、作曲・編曲: 伊部晴美
14. 異国の女　
  - 作詞: 水木かおる、作曲・編曲: 藤原秀行
15. さいはての慕情　
  - 作詞: 杉野まもる、作曲: 水時富二男、編曲: 川上義彦
16. 札幌エレジー　
  - 作詞: 水木かおる、作曲・編曲: 藤原秀行
17. こんなに こんなに好きなのよ　
  - 作詞: 水木かおる、作曲: 真木陽、編曲: 川上義彦
18. 喜びも悲しみも　
  - 作詞: 水木かおる、作曲: 藤原秀行、編曲: 伊部晴美
19. 死んでも離れない　
  - 作詞: 水木かおる、作曲: 藤原秀行、編曲: 川上義彦
20. 男はいゝわ　
  - 作詞: 水木かおる、作曲・編曲: 藤原秀行
21. 女の港　
  - 作詞: 水木かおる、作曲・編曲: 藤原秀行
22. 赤坂の夜は更けて　
  - 作詞・作曲: 鈴木道明、編曲: 前田憲男
  - 第16回NHK紅白歌合戦 歌唱曲
23. 女の意地　
  - 作詞・作曲: 鈴木道明 、編曲: 前田憲男
  - 第21回NHK紅白歌合戦 歌唱曲。この1970年は、現役最後の紅白出演となった。
  - イニシャル・リリースは1965年であるが、1970年から1971年にかけてリバイバル・ヒットした。

### Disc 3
1. 花は散りゆく　
  - 作詞: 佐伯不二夫・水木かおる、作曲: 木村孤童、編曲: 竹内一朗
2. 裏町酒場　
  - 作詞: 水木かおる、作曲・編曲: 藤原秀行
  - 「花は散りゆく」と両A面シングル。
3. ねむの木の子守唄　
  - 作曲: 山本正美、編曲: 山本直純
  - 当時の皇太子妃・美智子の高校時代の作詞。吉永小百合など、様々な歌手がレコード化している。
4. はてしなき恋　
  - 作詞・作曲: 鈴木道明、編曲: 前田憲男
5. さよならは云えない　
  - 作詞: 水木かおる、作曲・編曲: 大森盛太朗
  - 大映映画『複雑な夜』主題歌
6. 信じていたい　
  - 作詞: 塚田茂、作曲・編曲: 宮川泰
  - 第17回NHK紅白歌合戦 歌唱曲
7. 泪のウエディング・ベル　
  - 作詞: 水木かおる、作曲: 藤原秀行、編曲: 早川博二
8. 雲の流れに　
  - 作詞・作曲: 鈴木道明、編曲: 前田憲男
9. たそがれの恋　
  - 作詞: 水木かおる、作曲: 藤原秀行、編曲: 川上義彦
10. 涙のかわくまで　
  - 作詞: 塚田茂、作曲: 宮川泰、編曲: 森岡賢一郎
  - 第18回NHK紅白歌合戦 歌唱曲
11. 夜霧のむこうに　
  - 作詞: 三浦やす代、作曲: オダ・マナブ、編曲: 伊部晴美
12. あの人に逢ったら　
  - 作詞: 岩谷時子、作曲・編曲: 宮川泰
  - 第19回NHK紅白歌合戦 歌唱曲
13. どうして　
  - 作詞: 岩谷時子、作曲・編曲: 鈴木邦彦
14. くれないホテル　
  - 作詞: 橋本淳、作曲・編曲: 筒美京平
15. 星のナイト・クラブ　
  - 作詞: 橋本淳、作曲・編曲: 筒美京平
16. 気になるあなた　
  - 作詞: 塚田茂、作曲: 中村泰士、編曲: 山本幸三郎
17. 鍵をかけないで　
  - 作詞: 前村好子・岩谷時子、作曲・編曲: 筒美京平
18. 神戸で死ねたら　
  - 作詞: 橋本淳 、作曲・編曲: 三木たかし
19. わかれ道　
  - 作詞: なかにし礼、作曲: 中島安敏、編曲: 小谷充
20. わたしを許して　
  - 作詞: 水木かおる、作曲: 遠藤実、編曲: 只野通泰
21. 口紅のあと　
  - 作詞: 千家和也、作曲・編曲: 筒美京平
22. 今夜のこと　
  - 作詞: 岸キヨシ・酒井チエ、作曲: 岸キヨシ、編曲: 佐孝康夫
23. 初めての街で　
  - 作詞: 永六輔、作曲: 中村八大、編曲: 井上鑑
  - 原曲は、菊正宗酒造のCMソング。

### Disc 4
1. 知りすぎたのね　
  - 作詞・作曲: なかにし礼、編曲: 早川博二
2. 恋心　
  - 作詞: Rene Pascal Blanc、訳詞: 永田文夫、作曲: Enrico Macias、編曲: 早川博二
3. ゆうべの秘密　
  - 作詞: タマイチコ、作曲: 中州朗
  - 小川知子のカバー。
4. ウナ・セラ・ディ東京　
  - 作詞: 岩谷時子、作曲: 宮川泰、編曲: 早川博二
  - ザ・ピーナッツらと競作。
  - 歌手・桑田佳祐が、多大な影響を受けている曲と明言している。
5. 命かれても　
  - 作詞: 鳥井実、作曲: 彩木雅夫
6. 銀座ブルース　
  - 作詞: G.Selden、訳詞・作曲: 鈴木道明
7. 恋の季節　
  - 作詞: 岩谷時子、作曲: いずみたく
  - ピンキーとキラーズのカバー。
8. 知りたくないの （I Really Don't Want To Know）　
  - 作詞: H.Barnes、訳詞: なかにし礼、作曲: D.Robertson、編曲: 早川博二
  - 菅原洋一がカバーしてヒットした。
9. 恋のしずく　
  - 作詞: 安井かずみ、作曲: 平尾昌晃
  - スパーク三人娘・伊東ゆかりのカバー。
10. 青い月夜　
  - 作詞: 橋本淳、作曲: 井上忠夫
11. 爪　
  - 作詞・作曲: 平岡精二、編曲: 早川博二
12. ベッドで煙草を吸わないで　
  - 作詞: 岩谷時子、作曲: いずみたく、編曲: 早川博二
  - 沢たまきらと競作。
13. 盛り場ブルース　
  - 作詞: 藤三郎・村上千秋、作曲: 城美好・村上千秋、編曲: 高橋五郎
14. 長崎は今日も雨だった　
  - 作詞: 永田貴子、作曲: 彩木雅夫、編曲: 高橋五郎
  - 内山田洋とクール・ファイブのデビュー曲のカバー。
15. 柳ヶ瀬ブルース　
  - 作詞・作曲: 宇佐英雄、編曲: 大沢保郎
  - 美川憲一のカバー。
16. 夢は夜ひらく　
  - 作詞: 中村泰士・富田清吾、作曲: 曾根幸明、編曲: 高橋五郎
  - 園まりが有名であるが、別歌詞の「圭子の夢は夜ひらく」（歌: 藤圭子）も大ヒットしている。
17. 思案橋ブルース　
  - 作詞・作曲: 川原弘、編曲: 大久保郎
18. 東京流れ者　
  - 作詞: 永井ひろし、作曲: 不詳、編曲: 大久保郎
19. 港町ブルース　
  - 作詞: 深津武志・なかにし礼、作曲: 猪俣公章、編曲: 大久保郎
  - 森進一の大ヒット・ナンバー。日本列島を縦断するように港町の名前が登場する。
20. 花と蝶　
  - 作詞: 川内康範、作曲: 彩木雅夫、編曲: 高橋五郎
  - 森進一のカバー。
21. ふり向いてもくれない　
  - 作詞: 青島幸男、作曲: 小杉仁三、編曲: 高橋五郎
  - 朝丘雪路のヒット・ソングのカバー。
22. 京都の夜　
  - 作詞: 秋田圭、作曲: 中島安敏、編曲: 高橋五郎
23. ワン・レイニー・ナイト・イン・トーキョー　
  - 作詞・作曲: 鈴木道明、編曲: 広瀬雅一
  - 越路吹雪らが歌ったナンバー。

### Disc 5
1. 月影のキューバ　
  - 作詞・作曲: P.Welch・M.Merlo、訳詞: 松坂直美
2. 悲しきブルース　
  - 作詞・作曲: ディートマル、訳詞: 水木かおる
3. 日曜はいやよ　
  - 作詞・作曲: M.Hadjidakis・B.Towne、訳詞: 薩摩忠、編曲: 赤星建彦
  - ユナイト映画『ネヴァー・オン・サンデー』主題歌
4. ジャンガデイロの歌　
  - 作詞・作曲: コンテ・トレド・マンソン、編曲: 赤星建彦
  - 歌: 西田佐知子 & 薩摩忠
5. ボーイ・ハント　
  - 作詞・作曲: N.Sedaka・H.Greenfield、編曲: 根立賢一
6. 夢のナポリターナ　
  - 作詞: D.Panzuti 、訳詞: 水木かおる、作曲: O.Gautschi・V.Panzuti、編曲: チャーリー石黒
7. 南国の夜　
  - 作詞・作曲: N.Washington・A.Lala、訳詞: 中沢清二、編曲: 山口軍一
8. 欲望のブルース　
  - 作詞・作曲: P.Moesser、訳詞: 中沢清二
9. コーヒールンバ　
  - 作詞・作曲: Jose Manzo・Perroni、訳詞: 中沢清二
  - この曲で、紅白初出演を果たした（第12回NHK紅白歌合戦）。
  - 荻野目洋子・井上陽水・工藤静香らがカバーしている。
10. スク スク　
  - 作詞・作曲: S.R.Rojas、訳詞: 山田若穂、編曲: 赤星建彦
11. さよならをもう一度　
  - 訳詞: 伊藤昭、作曲: ジョルジュ・オーリック、編曲: 川上義彦
  - ユナイト映画『さよならをもう一度』主題歌
12. さすらいのルンバ　
  - 作詞・作曲: J.Romelo、訳詞: 水木かおる、編曲: 川上義彦
13. 君去りし夜　
  - 作詞・作曲: OROPEZA、編曲: 川上義彦
  - 歌: 西田佐知子 & 佐藤アキラ
14. 幸せは彼方の岸に　
  - 作詞: G.Schwenn、訳詞: 水木かおる、作曲: H.Gaze
15. いつかその日が　
  - 作詞・作曲: P.Balli・J.Menke、訳詞: 水木かおる
16. 私の罪　
  - 作詞: M.Rivgauche、訳詞: 水木かおる、作曲: H.Giraud、編曲: 川上義彦
17. 戦場の恋　
  - 作詞・作曲: S.Mirror、訳詞: 三田恭次、編曲: 中島安敏
18. ガンジス河の月　
  - 作詞: 水木かおる、作曲・編曲: ラジンダ・クリシャン、早川博二
19. 遥かなる恋路　
  - 作詞・作曲: キャリエ・リッヒ、訳詞: 水木かおる、編曲: 早川博二
20. 西田佐知子とともに

### 関連人物
- 前田武彦
- 水木かおる